# North Shore Studios
North Shore Studios là một công ty điện ảnh tọa lạc tại thành phố North Vancouver, British Columbia. Đây là một hãng phim trực thuộc Lions Gate Entertainment và đã từng được biết đến với cái tên Lionsgate Studios.

## Một số phim điện ảnh và phim truyền hình được sản xuất bởi North Shore Studios
- Alcatraz
- Secret Circle
- Level Up
- Falling Skies
- Psych
- Human Target
- V
- Tower Prep
- The Big Year
- Diary of a Wimpy Kid: Rodrick Rules
- Diary of a Wimpy Kid
- Battlestar Galactica
- Catwoman
- Dark Angel
- Elektra
- Ernest Rides Again (DVD phát hành bởi Anchor Bay Entertainment)
- Fifty Shades of Grey[1]
- Final Destination 3
- The Final Cut
- The Fog
- Scary Movie 3
- Scary Movie 4
- The Sentinel
- Slam Dunk Ernest (DVD phát hành bởi Walt Disney Video)
- Tru Calling
- White Chicks
- Men in Trees
- The 4400
- X Files
- Man About Town
- Kyle XY
- LOL: Laughing Out Loud